# Sainte-Colombe (Yonne)
Sainte-Colombe es una localidad y comuna francesa situada en la región de Borgoña, departamento de Yonne, en el distrito de Avallon y cantón de L'Isle-sur-Serein.

## Demografía
| 445 | 431 | 457 | 444 | 483 | 488 | 461 | 423 | 425 | 436 | 407 | 386 | 418 | 455 | 412 | 406 | 420 | 396 | 375 | 330 | 258 | 259 | 230 | 234 | 234 | 200 | 168 | 163 | 146 | 134 | 148 | 143 | 145 |
| Para los censos de 1962 a 1999 la población legal corresponde a la población sin duplicidades (Fuente: INSEE [Consultar]) |     |     |     |     |     |     |     |     |     |     |     |     |     |     |     |     |     |     |     |     |     |     |     |     |     |     |     |     |     |     |     |     |

Gráfico de la evolución de la población de la comuna desde 1793